# Xabier Izko de la Iglesia
Xabier Izko de la Iglesia, né en 1941 à Berango en Biscaye (Communauté autonome du Pays basque), a été un activiste basque, militant d'Euskadi ta Askatasuna (ETA) depuis 1963.

## Biographie
Fils d'un père navarrais et d'une mère de Zamora, il travaillait comme imprimeur et était mariée avec Ione Dorronsoro, sœur d'Unai Dorronsoro. Impliqué dans le meurtre du commissaire franquiste Melitón Manzanas en 1968. Il a été blessé et détenu par la police à Pampelune en 1969 alors qu'il tentait de libérer quelques prisonniers d'ETA avec Gregorio López Irasuegi, et condamné à mort dans le Procès de Burgos à qui on impute meurtre matériel, bien qu'il l'ait nié plus tard. Étant donné la pression internationale, les sentences ont été commuées en réclusion perpétuelle et il sera transféré au pénitencier de El Puerto de Santa María.
En 1977, il est amnistié et extradé à Oslo, en même temps qu'il rejoignait le parti EIA, qui deviendra Euskadiko Ezkerra.
Retraité de la politique, en 2000, il reniera publiquement son passé à l'ETA avec Teo Uriarte, Mario Onaindia, José María Dorronsoro et Javier Larena.

### Sources et bibliographie
- (es) Cet article est partiellement ou en totalité issu de l’article de Wikipédia en espagnol intitulé « Xabier Izko de la Iglesia » (voir la liste des auteurs).
- Jean Chalvidant, ETA : L'enquête, éd. Cheminements, coll. « Part de Vérité », octobre 2003, 426 p. (ISBN 978-2-84478-229-8)
- (es) José María Benegas, Diccionario de Terrorismo, Madrid, Espasa Calpe, coll. « Diccionario Espasa », novembre 2004, 920 p. (ISBN 978-84-670-1609-3)
- Jacques Massey, ETA : Histoire secrète d'une guerre de cent ans, Paris, Flammarion, coll. « EnQuête », février 2010, 386 p. (ISBN 978-2-08-120845-2)